# Кутхеноджихеві
Кутхеноджихеві (груз. კუთხენოჯიხევი) — село в Грузії.
За даними перепису населення 2014 року в селі проживає 206 особи.